# Пагорб Мартін (штат Пенсільванія)
Пагорб Мартін — це гірський хребет, що сполучає гори Тюсей на сході і гори Евітс на заході. Вершина пагорба є одним з небагатьох місць в штаті, що є недосяжним для будь-яких веж і передавачів; таке обладнання знаходиться неподалік на найближчій відстані від вершини, у тому самому гірському масиві. Пагорб Мартін є другим за величиною в Пенсільваньських хребтово — долинних Аппалачі. Найвища вершина штату — г. Девіс, знаходяться в горах Алехені в західній Пенсиільванії.

## Флора і фауна

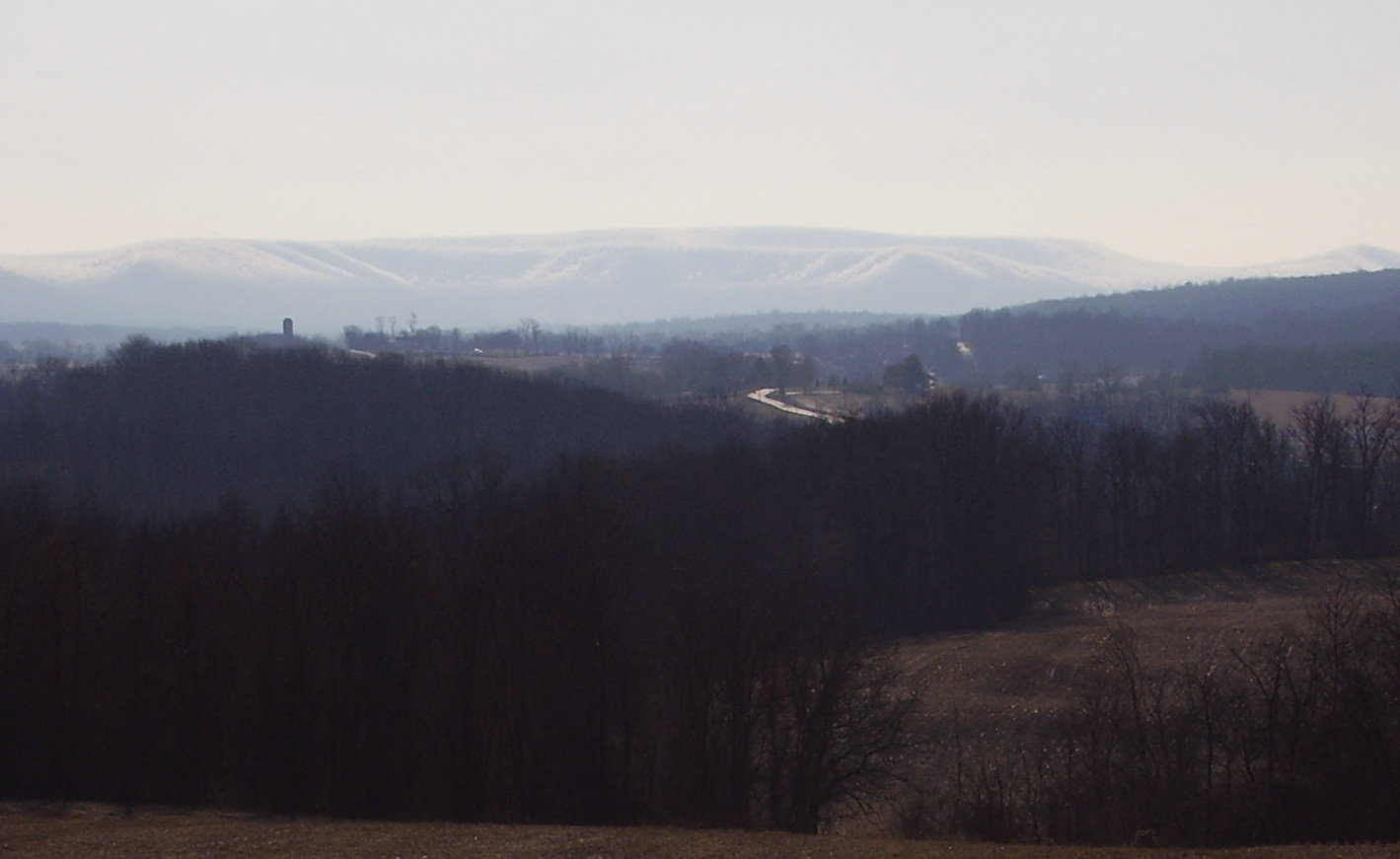
Мартін Хілл, якщо дивитися на фермах навколо Rainsburg

Дика природа на горі включає рись, чорного ведмедя, гривастого тетеря, дику індичку, і білохвостого оленя.
В лісах переважають дуби і гікорі, інші дерева і чагарники включають гірський лавр (Kalmia latifolia), біла сосна (Pinus strobus), і болиголов (Tsuga canadensis). Американський лавр (Sassafras albidum), вогняна вишня (Prunus pensylvanica) і смугастий клен (Acer pensylvanicum) знаходяться на верхніх схилах гір.

## Додаткова інформація
Оглядова вежа була знищена пожежею у 2003 році. З гори відкриваються чудові краєвиди: На півночі видно хребти двох гір Евітс і Тюсей, які згасають в далечині. З верхівки видно г. Блу Ноб, що розташована на відстані 48 км на північ. З південної сторони видно гори Денс в Меріленді, а з заходу гори Вілс і Аледжений Фронт.
Мартін Хілл є найвищою точкою Mid State Trail — найдовшого пішого маршруту Пенсільванії.